# درونتن
درونتن (بالهولندية: Dronten) هي مدينة وبلدية هولندية تقع في مقاطعة فليفولاند. بلغ عدد سكانها 42,011 نسمة في عام 2021.

## تاريخ
قدمت خطط إنشاء بلدية درونتن في بداية الخمسينات. بدأت الخطة الملموسة الأولى في عام 1958. قد بدأ البناء في عام 1960. كان هناك مناقشة ما إذا كانت درونتن قرية أو بلدة. في 26 نيسان عام 1962، قدم أول سكان درونتن. في البداية كان من المفترض يصل سكان درونتن إلى 15,000 نسمة، وتتوقع الخطط اللاحقة نمواإلى 30,000 نسمة.
الخطة الأولى لبلدية كانت عشر قرى صغيرة تقع في جميع أنحاء البلدة المركزية (في هذه الحالة درونتن). تم تخفيض عدد من القرى بسبب زيادة حركة المرور والخبرات المكتسبة في تطوير نوردأوست بولدر، حيث قد بنيت بلدية مماثلة بالفعل. في نهاية المطاف تقرر لا بد من قريتين أصغر (بيدينجهوزين وسوفتيربانت) وأكبر مدينة (درونتن).
في 1 يناير 1972 تم تسمية البلدية درونتن. تستمد اسمها من بولدر درونتن، وهي أرض مستصلحة من البحر التي تم إنشاؤها عن طريق البر الغرينية في مخيمات على الحدود بين محافظتي أوفيريجسيل وجيلديرلاند. لمحافظة إنشاء فليفولاند في عام 1986، اتخذت وزارة الداخلية معظم الإقليم حيث المهام؛ وتم ترتيب بعض المهام من قبل البلدية نفسها. في بناء درونتن تم العثور على العديد من حطام طائرات من الحرب العالمية الثانية، لإحياء هذه الذكرى تم وضع مروحية الطائرة كنصب تذكاري لضحايا.
لوحظ نمو في عدد السكان في الفترة 2002-2012، والتي تجاوزت الحدود 40,000 نسمة في عام 2010

## طوبوغرافيا
خريطة طوبوغرافية هولندية لبلدية درونتن، مارس 2014، (تقرأ بعد ثلاث نقرات على الخريطة)

## أعلام
- حكيم زياش
- كيس باوه
- باتريك باوي

## روابط خارجية
- الموقع الرسمي